# Victor Adlers
Johan Victor Adlers, född den 4 maj 1827 i Glanshammars socken, Örebro län, död den 6 februari 1908 i Tveta församling, Värmlands län, var en svensk jurist. 
Adlers blev 1846 student vid Uppsala universitet, där han avlade examen till rättegångsverken 1849 och kameralexamen samma år. Han blev kanslist i justitierevisionsexpeditionen samma år, auskultant i Svea  hovrätt samma år, vice häradshövding 1854, extra fiskal i Svea hovrätt 1856, adjungerad ledamot där 1858, assessor 1862, tillförordnad revisionssekreterare 1864, konstituerad revisionssekreterare 1866 och hovrättsråd 1871. Adlers var häradshövding i Södersysslets domsaga från 1874 till sin död. Han blev riddare av Nordstjärneorden 1872 och kommendör av andra klassen av samma orden 1897. Adlers blev ombud vid kyrkomötet 1878. Han vilar på Tveta kyrkogård utanför Säffle.